# Jim Pressdee
Jim Pressdee (19. června 1933 – 20. července 2016) byl velšský kriketista. Narodil se v jihovelšské oblasti Mumbles, která leží ve Swanseaském zálivu. Svůj první zápas v glamorganském klubu odehrál již ve svých šestnácti letech proti nottinghamshireskému týmu. V roce 1965 odešel do Jižní Afriky, kde se nadále věnoval hře kriketu. Následně se vrátil do rodného Walesu. Zemřel v Jižní Africe ve věku 83 let.